# Anti-palestinisme

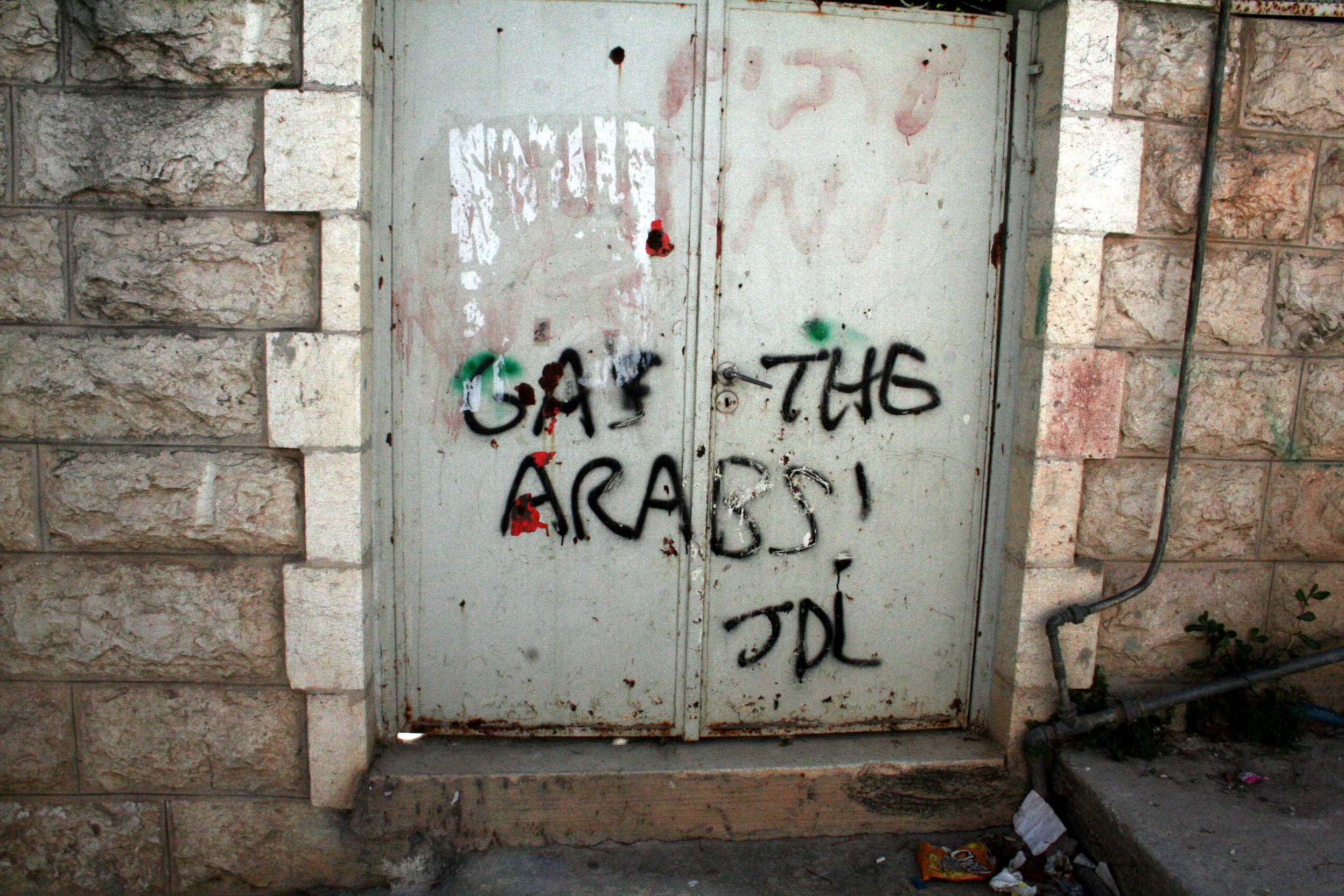
"Gazez les Arabes" peint sur le portail devant une maison palestinienne à Hébron par des colons israéliens. Il est signé "JDL" («Jewish Defense League», Ligue de Défense Juive).

L'anti-palestinisme ou le racisme anti-palestinien fait référence aux préjugés et à la discrimination dont les Palestiniens sont victimes de la part de groupes, d'individus ou de gouvernements. Il consiste à nier les droits fondamentaux des Palestiniens, et à légitimer le plus souvent le contrôle par Israël des territoires palestiniens occupés. En tant que préjugé dirigé contre un groupe arabe majoritairement musulman, il se superpose en Occident au racisme anti-arabe et à l’islamophobie.

## Historique

### Avant la création d'Israël
Historiquement, le terme « antipalestinisme » a été associé à l’antisémitisme européen, car les courants traditionnellement de droite considéraient les Juifs comme des étrangers indésirables venus de Palestine,.

### Depuis la création d'Israël
Le racisme anti-palestinien (rarement appelé « antipalestinisme »), désigne le fait de « considérer les Palestiniens comme inférieurs en raison de leur identité collective».
Le racisme anti-palestinien implique « la négation des droits humains des Palestiniens, le déni de leur dignité humaine, de leur valeur » ; la défense d’actes de violence contre les Palestiniens ; et le refus de « reconnaître les Palestiniens comme un peuple indigène doté d’une identité collective », selon la juriste Matiangai Sirleaf. Ce racisme a pour fonction de justifier les privilèges des Israéliens qui revendiquent la domination sur les territoires palestiniens occupés - soit les 22 % de la Palestine mandataire que la communauté internationale n'a pas attribués à Israël.
Depuis le milieu du XXe siècle, le racisme anti-palestinien s’est largement confondu en Occident avec le racisme anti-arabe et l’islamophobie, étant donné que la grande majorité des Palestiniens aujourd’hui sont des Arabes et des musulmans,. L’American Bar Association considère toutefois le racisme anti-palestinien comme une forme distincte de discrimination, car tous les Palestiniens ne sont pas musulmans. De plus, des personnes peuvent être affectées par le racisme anti-palestinien indépendamment du fait qu’elles s’identifient comme Arabes ou musulmanes.
Selon Jeremiah Haber, journaliste au +972 Magazine, le racisme anti-palestinien est une faute morale aussi grave que l'antisémitisme, mais contrairement à celui-ci, il demeure sous-estimé ou complètement méconnu au sein des sociétés occidentales,.
L’écrivaine et professeure pakistanaise Sunaina Maira cite le professeur américain d’études islamiques Shahzad Bashir comme suit : « (…) un aspect important de l’anti-palestinisme, à savoir la panique morale alimentée autour de la ‘radicalisation’ des jeunes musulmans et Arabo-Américains, s’accompagne souvent de l’accusation selon laquelle ils seraient automatiquement antisémites s’ils critiquent la politique de l’État israélien. »
Selon le journaliste Moustafa Bayoumi, l’anti-palestinisme a précédé la vague moderne d’islamophobie et a contribué à un climat général d’islamophobie.

## Exemples

### Stéréotypes racistes
Parmi les stéréotypes racistes anti-palestiniens figurent les idées selon lesquelles « la culture arabe palestinienne est une culture de la mort et du martyre » ; « les Arabes palestiniens haïssent les juifs » (en tant que juifs) ; et en Israël, « la main-d'œuvre palestinienne est inférieure à d'autres main-d'oeuvre ». De tels stéréotypes font appel à une sélection partiale des faits et à des raisonnements essentialistes.

### Équivalence établie entre antisionisme et antisémitisme
L'assimilation abusive de l'antisionisme à une forme d'antisémitisme peut conduire à nier les droits des Palestiniens, et recouvrir par conséquent un racisme anti-palestinien, selon Jeremiah Haber (pseudonyme du professeur Charles H. Manekin, spécialiste de philosophie juive). En effet considérer qu'un Palestinien antisioniste est antisémite revient à affirmer que « les Palestiniens ne peuvent avoir d'autre motif de s'opposer à un État juif qu'une haine implacable des Juifs», comme si les Palestiniens n'avaient pas de raisons politiques de rejeter l'Etat d'Israël, et comme s'ils n'avaient pas enduré suffisamment d'épreuves du fait de la création de cet Etat.
Si les Palestiniens sont souvent soupçonnés d'antisémitisme, en revanche les pro-israéliens ne sont pas confrontés à des accusations de racisme anti-palestinien, même quand ils défendent l'apartheid israélien, l'occupation ou la colonisation des territoires palestiniens.

### Effacement du mot «Palestinien»
Le journaliste et professeur de sciences politiques Peter Beinart affirme que le racisme anti-palestinien est répandu aux Etats-Unis depuis des décennies : «pendant une grande partie du XXe siècle, le discours public américain et israélien dominant ne tolérait même pas le mot « Palestinien ». Dans La Question de Palestine, publié en 1979, Edward Said observait que "le simple fait de mentionner les Palestiniens ou la Palestine en Israël, ou à un sioniste convaincu, revient à nommer l'innommable"». Le terme admis était « Arabe », qui effaçait la singularité palestinienne. Si le mot «Palestinien» est devenu courant au XXIe siècle aux Etats-Unis, le racisme anti-palestinien se manifeste autrement, par exemple par le fait que des universitaires, les artistes et d'autres professionnels pro-palestiniens subissent des pressions ou un traitement discriminatoire de la part des institutions qui les emploient.

### En politique
Selon le sociologue Rachad Antonius, les élites politiques américaines, abondamment relayées dans les médias, justifient parfois la violence contre des civils palestiniens, accusés d'être antisémites et d'utiliser leurs enfants dans le combat contre Israël. « La plus importante manifestation de la « respectabilité » de ce discours raciste, écrit R. Antonius, c’est qu’il n’est pas perçu comme raciste. Il est perçu comme une description exacte de la réalité.».
Peter Beinart affirme que le racisme anti-palestinien est très présent dans le Parti républicain; mais aussi dans le Parti démocrate, même si ce dernier est favorable en principe à la reconnaissance d'un Etat palestinien. En effet, selon Peter Beinart le soutien inconditionnel à Israël au nom du droit à la sécurité de l'Etat hébreu fait l'impasse sur le traitement discriminatoire dont les Palestiniens sont victimes de la part des Israéliens.

### Dans l'univers numérique
La censure des voix palestiniennes et pro-palestiniennes sur Internet, en particulier sur les réseaux sociaux, a été qualifiée d' « apartheid numérique » ou d'« occupation numérique ».
Facebook et Instagram ont été accusés de partialité anti-palestinienne par des militants des droits numériques. D'autres sites web accusés de partialité anti-palestinienne comprennent Zoom, YouTube, Twitter et PayPal.

## Incidents anti-palestiniens

### Agressions physiques et meurtres
- Le 15 février 2025, un juif américain a tiré sur deux Israéliens qu’il avait pris à tort pour des Palestiniens. Les victimes blessées étaient des juifs arabes, des Mizrahim, et étaient elles-mêmes convaincues que l’auteur était palestinien. Après l’incident, les victimes ont publié sur Facebook « Mort aux Arabes » («Death to Arabs (en)»)[21]. Le Conseil des relations américano-islamiques a condamné le message[22] des victimes et a plaidé pour que l’acte soit qualifié de crime de haine anti-palestinien[23].

- Le 25 novembre 2023, dans le Vermont, un homme a tiré sur trois Palestiniens de 20 ans, dont deux portaient des keffiehs, les rendant identifiables comme Palestiniens. L’un des hommes est paralysé de la poitrine jusqu’en bas à la suite de l’attaque[24],[25].
- Le 14 octobre 2023, Wadea al-Fayoume, un enfant de six ans, a été assassiné dans l’Illinois par son propriétaire qui l’a poignardé 26 fois. Sa mère a également été gravement blessée lors de l’incident. Le propriétaire a crié pendant l’attaque : « Vous, les musulmans, devez mourir. »[26] Lors de l’interrogatoire, le propriétaire a déclaré avoir été incité à la haine envers les musulmans et les Palestiniens par la couverture médiatique de l’attaque terroriste du Hamas du 7 octobre 2023. Il était convaincu qu’une guerre était imminente aux États-Unis et se sentait menacé par ses voisins en raison de leurs origines palestiniennes. Après l’incident, des voix se sont élevées pour critiquer la déshumanisation des Palestiniens dans les médias et les discours des politiciens. Cet acte a attiré une grande attention internationale[27].

### Agressions verbales
- Le 4 mars 2025, Donald Trump a utilisé le terme « Palestinien » comme une insulte pour exprimer son rejet envers un homme politique du Parti démocrate[28],[29].

- Le 27 avril 2023, la présidente de la Commission européenne, Ursula von der Leyen, a déclaré, à l’approche du 75e anniversaire de la fondation de l’État d’Israël – ou, pour les Palestiniens, du 75e anniversaire de la Nakba – qu’Israël avait « fait fleurir le désert » («Making the desert bloom (en)»). Ces propos ont été critiqués par le ministère des Affaires étrangères de l’Autorité palestinienne comme un « discours propagandiste » véhiculant un « stéréotype raciste anti-palestinien » et une « minimisation » de l’occupation israélienne[30],[31].

- La marque de prêt-à-porter Zara attire l'attention des médias en juin 2021 à la suite de commentaires anti-palestiniens d'une de ses designers seniors, Vanessa Perilman, adressés à la mannequin palestinienne Qaher Harhash, originaire de Jérusalem-Est[32],[33].

- En 2015, des militants espagnols du BDS (Boycott, désinvestissement et sanctions) ont accusé le rappeur américain d'origine juive Matisyahu d'être anti-palestinien et ont temporairement réussi à faire annuler sa participation au festival Rototom Sunsplash[34].